# Diócesis de Laï
La diócesis de Laï (en latín: Dioecesis Laiensis y en francés: Diocèse de Laï) es una circunscripción eclesiástica de la Iglesia católica en Chad. Se trata de una diócesis latina, sufragánea de la arquidiócesis de Yamena. Desde el 14 de diciembre de 2019 su obispo es Nicolas Nadji Bab.

## Territorio y organización
La diócesis tiene 18 045 km² y extiende su jurisdicción sobre los fieles católicos de rito latino residentes en la región de Tandjilé.
La sede de la diócesis se encuentra en la ciudad de Laï, en donde se halla la Catedral de la Sagrada Familia. 
En 2021 en la diócesis existían 16 parroquias.

## Historia
La diócesis fue erigida el 28 de noviembre de 1998 con la bula Universalis in Ecclesia del papa Juan Pablo II, obteniendo el territorio de las diócesis de Doba y Moundou.

## Estadísticas
Según el Anuario Pontificio 2022 la diócesis tenía a fines de 2021 un total de 166 553 fieles bautizados.
| Año                                                                             | Población            | Población | Población      | Sacerdotes | Sacerdotes    | Sacerdotes    | Bautizados por sacerdote | Diáconos permanentes | Religiosos | Religiosos | Parroquias |
| Año                                                                             | Bautizados católicos | Total     | % de católicos | Total      | Clero secular | Clero regular | Bautizados por sacerdote | Diáconos permanentes | Varones    | Mujeres    | Parroquias |
| ------------------------------------------------------------------------------- | -------------------- | --------- | -------------- | ---------- | ------------- | ------------- | ------------------------ | -------------------- | ---------- | ---------- | ---------- |
| 1999                                                                            | 104 000              | 453 854   | 22.9           | 12         | 9             | 3             | 8666                     |                      | 4          | 15         | 10         |
| 2000                                                                            | 110 000              | 520 000   | 21.2           | 18         | 12            | 6             | 6111                     |                      | 6          | 18         | 10         |
| 2002                                                                            | 112 000              | 552 977   | 20.3           | 19         | 14            | 5             | 5894                     |                      | 5          | 20         | 10         |
| 2003                                                                            | 103 895              | 560 000   | 18.6           | 18         | 16            | 2             | 5771                     |                      | 3          | 22         | 10         |
| 2004                                                                            | 100 000              | 574 000   | 17.4           | 19         | 14            | 5             | 5263                     |                      | 6          | 39         | 10         |
| 2013                                                                            | 120 000              | 740 000   | 16.2           | 27         | 21            | 6             | 4444                     |                      | 10         | 31         | 12         |
| 2016                                                                            | 138 254              | 799 521   | 17.3           | 28         | 22            | 6             | 4937                     |                      | 10         | 32         | 13         |
| 2019                                                                            | 140 760              | 879 750   | 16.0           | 36         | 28            | 8             | 3910                     |                      | 12         | 26         | 15         |
| 2021                                                                            | 166 553              | 1 036 511 | 16.1           | 34         | 27            | 7             | 4898                     |                      | 16         | 30         | 16         |
| Fuente: Catholic-Hierarchy, que a su vez toma los datos del Anuario Pontificio. |                      |           |                |            |               |               |                          |                      |            |            |            |

## Episcopologio
- Miguel Ángel Sebastián Martínez, M.C.C.I. (28 de noviembre de 1998-10 de octubre de 2018 nombrado obispo de Sarh)
- Nicolas Nadji Bab, desde el 14 de diciembre de 2019